# Soricomys montanus
Soricomys montanus är en gnagare i familjen råttdjur som förekommer på Filippinerna. Populationen antogs tidigare vara identisk med  Soricomys kalinga, men det finns flera avvikande morfologiska och genetiska detaljer.
Arten når en absolut längd av 182 till 199 mm, inklusive en 87 till 98 mm lång svans. Den har 23 till 25 mm långa bakfötter, 13 till 15 mm långa öron och en vikt av 23 till 31 g. Pälsen är huvudsakligen mörk rödbrun. På buken kan den vara något ljusare med kortare hår. Huvudet kännetecknas av en spetsig nos, små ögon och små öron. Hannarnas scrotum är påfallande stor. Hos honor förekommer två på spenar.
Denna gnagare förekommer i bergstrakter på centrala Luzon som tillhör Filippinerna. Den lever i regioner som ligger 1950 till 2690 meter över havet. Arten vistas i öppna bergsskogar i klippiga områden. Den undviker barrskogar och jordbruksmark.
Individerna är aktiva på dagen och äter daggmaskar samt andra ryggradslösa djur som de hittar i lövskiktet eller i det översta jordlagret. Soricomys montanus kan anpassa sig till förändrade landskap och den är inte sällsynt. Arten listas inte än av IUCN.